# Igor Dekleva (1921)
Igor Dekleva (partizansko ime Miha Habunek), slovenski zdravnik anesteziolog in partizanski aktivist, * 9. april 1921, Maribor, † 25. maj 2006, Trst.

## Življenje in delo
Rodil se je v Mariboru v družini tržaških priseljencev. Gimnazijo je obiskoval v Zagrebu in 1940 maturiral, medicinsko fakulteto pa v Padovi kjer je 1958 diplomiral. Specializiral se je iz anesteziologije v Padovi in pljučnih bolezni v Torinu. V letih 1958−1964 se je še dodatno specializiral v anesteziji v raznih angleških bolnišnicah, nato pa je bil zdravnik v San Danielu, Huminu in Minanganu v Furlaniji, ter do upokojitve še v vojaški bolnišnici v Vidmu.
Politično je začel delovati že kot srednješolec; 12. decembra 1941 je bil v Zagrebu kot Skojevec aretiran, a zaradi pomanjkanja dokazov na sodišču oproščen, vseeno pa so ga 12. januarja 1942 izgnali v Italijo. Vrnil se je v Trst, od koder je izhajala njegova družina, ter od januarja 1943 deloval kot aktivist v organizacijah OF, SKOJ, in Komunistični partiji Trsta in slovenske Istre. Ko so Nemci začeli odkrivati organizacije, je bil marca 1944 kot aktivist poslan v Istro, kjer je postal organizacijski tajnik okrožnega komiteja KPS za slovensko Istro. V začetku jeseni je odšel v partijsko šolo CK KPS na Dolenjsko. Novembra 1944 je bil poslan v Trst, kjer je kot sekretar Skoja in antifašistične mladine pomagal pri reorganizaciji omenjenih organizacij; 24. aprila 1945 je v tržaški ulici Gatteri padel v zasedo SS in bil v spopadu ranjen. Prepeljan je bil v tržaško bolnišnico, od koder pa so ga pred gotovo ustrelitvijo rešili zdravniki. Ker je bil v zasedi naključno ubit italijanski policist, so Deklevo po povratku v Italijo 3. julija 1955 italijanske oblasti zaprle, češ da je bilo njegovo dejanje v uličnem spopadu zločin in ne vojaška akcija. Zaradi amnestije je bil sicer oprošen, državljanstva pa še nekaj let ni dobil.
Dekleva je bil v letih 1948−1950 urednik tržaškega lista Delo